# Portrait de George Besson
Ne doit pas être confondu avec Portrait de George Besson à lunettes.
Portrait de George Besson est un tableau réalisé par le peintre français Henri Matisse en 1918 à Nice, dans les Alpes-Maritimes. Cette huile sur bois de très petit format est un portrait en buste de George Besson exécuté en quatre séances de pose entre le 7 et le 11 janvier à l'hôtel Beau-Rivage. Donnée par le modèle et son épouse en 1963, l'œuvre fait partie des collections du musée national d'Art moderne, à Paris. Depuis janvier 1972, elle se trouve en dépôt au musée des Beaux-Arts et d'Archéologie de Besançon.